# بيير ميركيور
بيير ميركيور (بالإنجليزية: Pierre Mercure)‏ (و. 1927 – 1966 م) هو ملحن، وراسم  كندي، ولد في مونتريال، يستخدم آلات زمخر، توفي في أفالون، عن عمر يناهز 39 عاماً ، بسبب حادث مرور.

## التعليم
تعلم في معهد كيبيك للموسيقى في مونتريال ‏
.